# Sam Houston Memorial Museum
Le Sam Houston Memorial Museum est un musée américain situé à Huntsville, au Texas, à proximité du lac Oolooteka. Il présente la vie de Samuel Houston, qui joue un rôle décisif dans l'histoire du Texas.